# 고르스키코타르

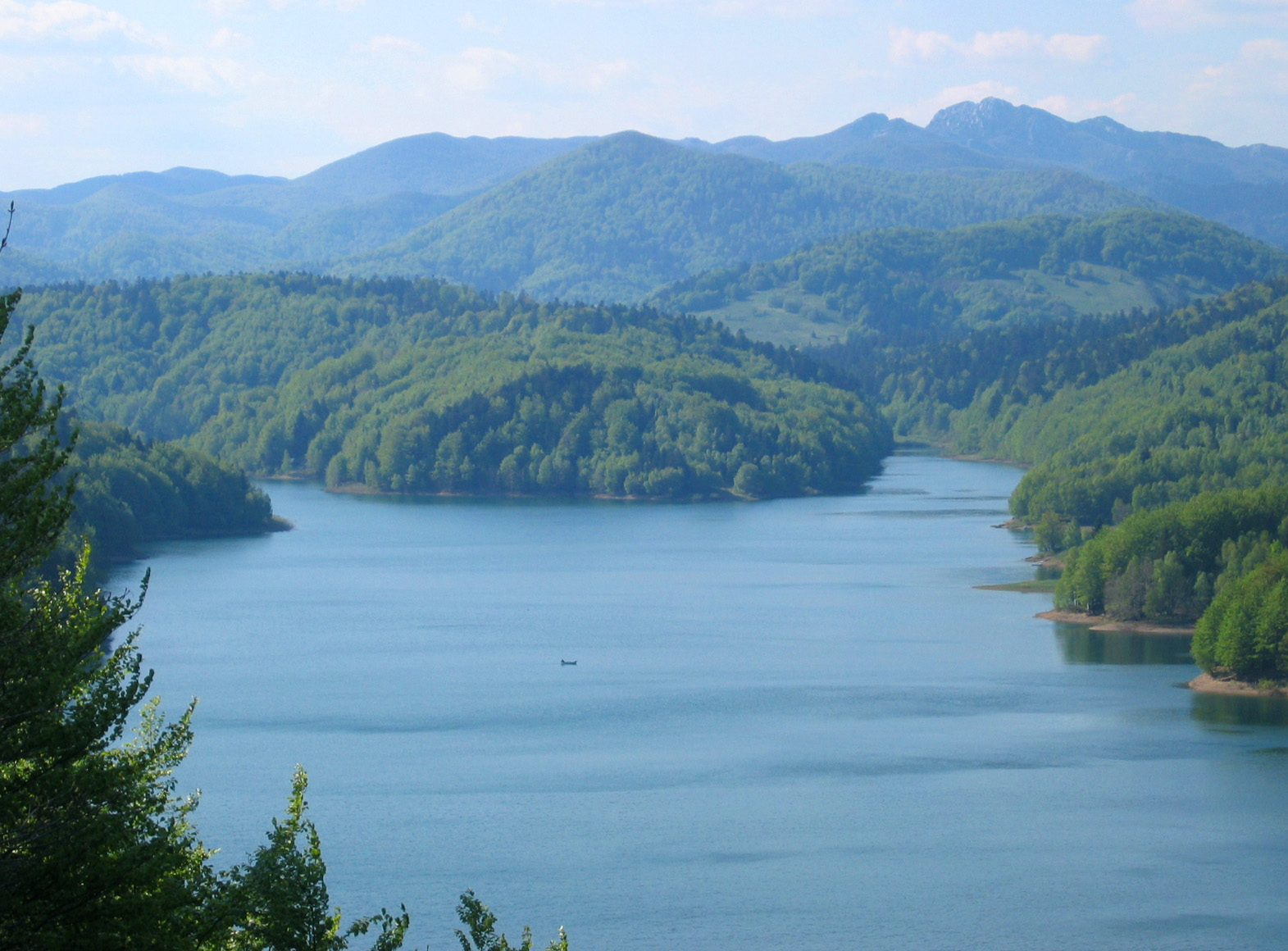
고르스키코타르

고르스키코타르(크로아티아어: Gorski Kotar)는 카를로바츠와 리예카 사이에 위치한 크로아티아의 산악 지대이다. 고르스키코타르는 크로아티아어로 "산악 구역"을 뜻한다.
프리모레고르스키코타르주, 카를로바츠주 사이에 걸쳐 있다. 전체 면적의 63%가 숲에 둘러싸여 있기 때문에 "크로아티아의 녹색 허파", "크로아티아의 스위스"라는 별칭으로 부르기도 한다. 자그레브와 리예카를 연결하는 유럽 고속도로 65호선이 지나간다.